# Academia Domnească de la București

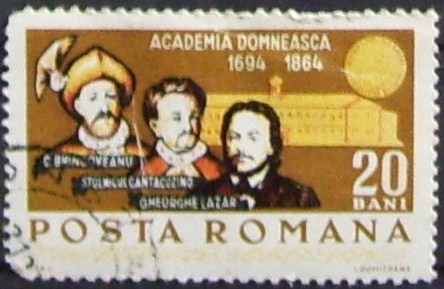
Timbru aniversar al Poștei Române cu Academia Domnească

Academia Domnească de la București a fost o școală superioară având ca limbă de predare greaca veche, întemeiată la 1694 de către domnul Constantin Brâncoveanu (1688-1714), în clădirile de la Mănăstirea Sfântul Sava. Învățământul filosofic se făcea după cursurile lui Teophilos Korydalleus. Reorganizată în timpul domniei lui Alexandru Ipsilanti, Academia Domnească - grecească din București a devenit un important centru de cultură grecească. În procesul dezvoltării conștiinței și culturii naționale, și o dată cu începutul luptei pentru un învățământ cu limba de predare română, Academia Domnească de la București s-a destrămat. În anul 1818 s-a deschis, în clădirea ei, prima instituție superioară de învățământ în limba română, sub conducerea lui Gheorghe Lazăr.
Alături de Academia Domnească de la Iași, a fost cel mai important centru cultural superior din Balcani. Celelalte centre culturale fiind la Istanbul: Academia Greacă din Fanar și Școala Superioară a Patriarhiei Constantinopolului, ambele în Istanbul.

## Istoria
Academia a fost fondată în 1694 la inițiativa domnitorului Constantin Brâncoveanu, ca instituție de învățământ superior. Odata cu intemeierea Academiei Domnesti incepe si istoria invatamantului superior din Tara Romaneasca, cu predare insa in limbile greaca si latina. Aceste doua limbi erau general folosite, toate institutiile de invatamant superior european de pana in secolul al XVIII-lea folosindu-le in mod curent. Instituția a fost reorganizată de mai multe ori, sub domnia lui Gheorghe Ghica, Constantin Mavrocordat, Constantin Racoviță și Alexandru Ipsilanti. Limba de studiu a fost greaca, limba universală a culturii în lumea ortodoxă. În cea mai mare parte, profesorii au fost de origine greacă. Studenții au venit din toate colțurile lumii ortodoxe. Profilul invatatoresc de la Academia Domneasca a ramas neschimbat pana in anul 1818, cand Voda Caragea a dispus scoaterea acestuia de sub tutela manastireasca, cu numele de Scoala Nationala Sfantul Sava, numindu-l in fruntea institutiei pe carturarul Gheorghe Lazar. În 1818 Gheorghe Lazăr a început să predea în limba română, care randuieste astfel prima scoala academica de stiinte filosofice si matematici, in limba romana.  În 1821, ca o consecință a mișcării Eteria, academia în limba greacă a fost desființată și înlocuită cu o instituție similară în limba română, Academia „Sfântul Sava”.
Vreme de 14 ani, in chiliile de la Mănăstirea Sfântul Sava, profesorii romani au pregatit lectiile despre istorie si stiinte, de aceasta data in limba romana. Toate manualele au trebuit sa fie traduse in limba romana, atat cele de literatura, cat si cele stiintifice. 
In anul 1864, domnitorul Alexandru Ioan Cuza va împărți Academia Sfântul Sava în două instituții: Universitatea din Bucuresti si Colegiul Sfantul Sava (între 1948-1990 "Liceul Nicolae Bălcescu"):

## Organizarea și curriculum
Nu se știu foarte multe despre structura academiei înainte de reformele lui Ipsilanti. De la 1776, cu toate acestea, prin decretul lui Ipsilanti, studiile in cadrul Academiei au fost organizate în 5 cicluri, fiecare dintre ele cu durata de 3 ani. Primul ciclu de trei ani, era dedicat studiului gramaticii limbilor greacă și latină. Următorul, a fost dedicat studiului literaturii clasice grecești și latine. În cel de-al treilea ciclu, studenții studiau poetică, retorică, etica lui Aristotel, italiana și franceza. În cel de-al patrulea ciclu s-a predat aritmetică și geometrie, precum și istorie. În sfârșit, ultimul ciclu a fost dedicat studiului filozofiei și astronomiei.

## Alumni
Pe vremea domnitorului Constantin Brancoveanu, cursurile ținute în Academia Sfântul Sava din București abia adunau 150-200 ucenici. Mai apoi după începutul secolului al XIX-lea însă, cursurile academice au început să fie mult mai căutate, la ele participând aproape 400 de studenți. Mitropolitul de atunci al Moldovei obișnuia să trimită elevi, în București, spre a studia la "Școala de la Sfântul Sava".
O parte dintre absolvenții cursurilor din Academia Domnească au ajuns personalități de seamă: politice, culturale, dar si bisericesti. 
In viata bisericeasca, s-au afirmat urmatorii: mitropoliti ai Ugrovlahiei (Grigore de la Coltea, Grigore de la Caldarusani, Neofit), episcopi (Chesarie la Ramnic, Chesarie la Buzau, Ilarion la Arges, Ierotei al Dristrei). In viata politica si culturala a vremii, s-au remarcat urmatorii: Ianache Vacarescu, Nicolae Vacarescu, Grigore Brancoveanu, Constantin Campineanu, Stefan Balaceanu, Stefan Nestor, Iordache Golescu, Constantin Golescu, Constantin Dapontes si altii.
Câtiva dintre elevii mai de seama ai Academiei au fost următorii: 
- Nicolae Bălcescu,
- Constantin I.C. Brătianu,
- Dimitrie C. Brătianu,
- Ion I.C. Brătianu,
- Take Ionescu,
- C.A. Rosetti,
- Mihail Sorbul,
- Gheorghe Tătărescu,
- Alexandru Vianu, etc.

O altă parte dintre absolvenții de la Sfântul Sava au devenit, mai apoi, profesori: 
- Grigore Alexandrescu,
- Tudor Arghezi,
- Dimitrie Bolintineanu,
- Cezar Bolliac,
- Henri Coandă,
- Barbu Ștefănescu Delavrancea,
- Nicolae Filimon,
- Gala Galaction,
- Dimitrie Gusti,
- Spiru Haret,
- Bogdan Petriceicu Hașdeu,
- Iulia Hașdeu,
- Ion Heliade-Radulescu,
- Eugen Ionescu,
- Nicolae Iorga,
- Simion Mehedinți,
- Grigore Moisil,
- Alexandru Odobescu,
- Anton Pann,
- Vasile Pâârvan,
- Camil Petrescu,
- Petrache Poenaru,
- Eufrosin Poteca,
- Alexandru Sahia,
- George Topîrceanu,
- Duiliu Zamfirescu, etc.

## Academicieni notabili
- Gregorios Constantas (1782 - 1787)
- Lambros Photiades (1792-1805)
- Konstantinos Vardalachos (1803-1815; 1820-1821)
- Neophyitos Doukas (1815-1818)
- Stephanos Commitas (1816-1818)
- Benjamin Lesvios (1818)

## Elevi notabili
- Grigorie Brâncoveanu
- Constantin Dapontes
- Dinicu Golescu
- Iordache Golescu
- Ion Heliade Rădulescu
- Daniel Philippidis
- Petrache Poenaru
- Eufrosin Poteca
- Barbu Știrbei
- Alecu Văcărescu
- Ienăchiță Văcărescu
- Nicolae Văcărescu